# McDonnell XV-1
El McDonnell XV-1 fue un girodino experimental desarrollado por un programa de investigación conjunto entre la Fuerza Aérea y el Ejército estadounidenses, para explorar tecnologías que desarrollasen una aeronave que pudiera despegar y aterrizar como un helicóptero, pero volar a velocidades más altas, similar a un avión convencional. El XV-1 alcanzaría la velocidad de 320 km/h, más rápido que cualquier nave de rotores anterior, pero el programa terminó debido al ruido de los reactores de punta y a la complejidad de la tecnología, que solo le proporcionaba una modesta ventaja en prestaciones.

## Desarrollo
En 1951, la Fuerza Aérea anunció una competición para desarrollar un girodino, una aeronave que podía despegar y aterrizar verticalmente, como un helicóptero, pero que su velocidad de crucero sería mayor que la de los helicópteros convencionales. El programa de investigación conjunto fue dirigido por el Mando de Investigación y Desarrollo de la Fuerza Aérea y el Cuerpo de Transporte del Ejército. Bell Aircraft presentó el diseño del XV-3, Sikorsky Aircraft presentó el S-57, un diseño de rotor retráctil, y McDonnell presentó un diseño modificado de su Model M-28.
El 20 de junio de 1951, la Fuerza Aérea y el Ejército firmaron una Carta de Intenciones con McDonnell para concederle un contrato para desarrollar una aeronave basada en su diseño. McDonnell se benefició de sus trabajos de diseño previos en el Model M-28 y tenía una maqueta completa preparada en noviembre de 1951 para ser inspeccionada por el Ejército y la Fuerza Aérea. Se le dio a McDonnell la aprobación para comenzar la fabricación de lo que entonces fue designado XL-25 ("L" por Liaison, Enlace). Mientras la aeronave estaba en construcción, la designación fue cambiada a XH-35. Finalmente, la aeronave se convirtió en el primer vehículo de la serie de convertiplanos, como XV-1.
La célula básica provenía de uno de los primeros programas de aviones comerciales posteriores a la Segunda Guerra Mundial, de un avión de cuatro plazas en la clase del Bonanza y Navion. McDonnell contrató a Kurt Hohenemser y Friedrich von Doblhoff, el diseñador de helicópteros austriaco del WNF 342, para proporcionar la dirección técnica en el desarrollo del sistema de rotor propulsado por reactores de punta. Tras 22 meses de fabricación, la primera aeronave (número de serie 53-4016) estuvo lista para las pruebas de vuelo a principios de 1954.

## Diseño
Construido en su mayor parte de aluminio, el fuselaje del XV-1 consistía en un aerodinámico tubo montado sobre un tren de aterrizaje de patines, con un motor montado en la parte trasera y una hélice propulsora. También tenía alas embrionarias trapezoidales montadas altas en el fuselaje. En cambio, dos botalones y superficies verticales gemelas, interconectados por un elevador estabilizador horizontal, estaban montados en las alas. Un rotor principal tripala propulsado por reactores de presión de punta de pala estaba montado en la parte superior del fuselaje, encima de las raíces alares.
El convertiplano presentaba un único motor radial R-975 construido por Continental que propulsaba dos compresores de aire. Estos forzaban aire a alta presión a través de conductos en las palas del rotor hasta una cámara de combustión en cada una de las tres puntas de pala del rotor, donde un quemador encendía combustible para aumentar el empuje, que hacían girar al rotor y permitían a la aeronave volar como un helicóptero convencional. Para el vuelo horizontal, el motor se desconectaba de los compresores y propulsaba en su lugar la hélice propulsora bipala. En el vuelo, el ala proporcionaba el 80 % de la sustentación, siendo generado el resto por la autorrotación del rotor principal a alrededor del 50 % de las rpm normales. En estacionario, el rotor giraba a 410 rpm, pero reducía a 180 rpm en el vuelo a alta velocidad, por encima de los 232 km/h.
La cabina estaba recubierta casi enteramente por ventanas de Plexiglás, que proporcionaban visibilidad en todas direcciones, excepto directamente debajo de la aeronave. La misma consistía en puestos de piloto y copiloto en tándem, o se podía acomodar a un piloto y tres pasajeros, o a un piloto y dos camillas.

## Historia operacional

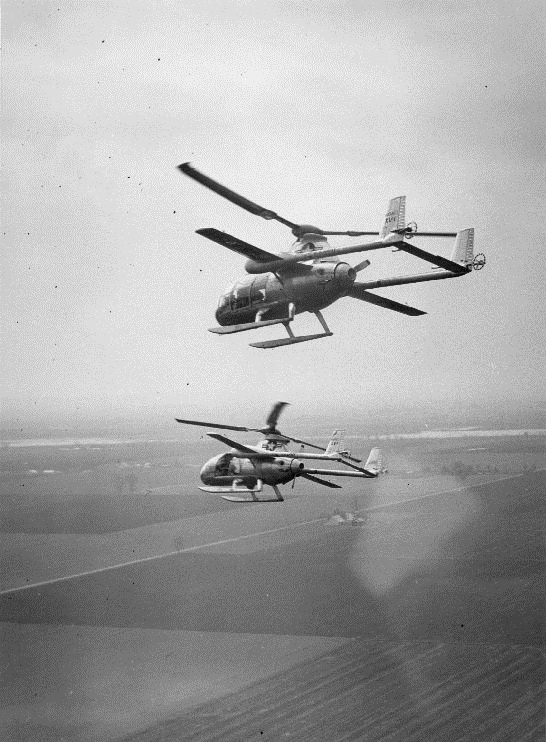
Los dos XV-1.

El XV-1 comenzó las pruebas de vuelo cautivo en estacionario el 11 de febrero de 1954, con el piloto de pruebas John R. Noll. Las ataduras eran pesos de plomo con la intención de mantener la aeronave bajo efecto suelo, hasta que se solventaran problemas con el sistema de propulsión del rotor de reactores de punta de pala. El 14 de julio de 1954, los pesos de plomo fueron retirados y el XV-1 realizó su primer vuelo libre en estacionario. Como las pruebas de vuelo continuaron, McDonnell completó la segunda máquina (n/s 53-4017).
La segunda aeronave fue modificada desde el original XV-1 en un intento de reducir la resistencia parásita en el vuelo nivelado a alta velocidad. Para conseguir este objetivo, el pilón del rotor fue reducido y el tren de aterrizaje fue aerodinamizado y reforzado. El segundo XV-1 también presentaba dos pequeños rotores de cola montados en el lado exterior al final de cada botalón. Eran el resultado de los vuelos de pruebas en estacionario realizados por Noll, que remarcó la falta de autoridad de guiñada cuando se usaban solo los timones. El XV-1 original fue más tarde modificado con los rotores de cola.
En la primavera de 1955, el segundo XV-1 estaba listo para unirse al programa de vuelos. El 29 de abril del mismo año, el XV-1 realizó su primera transición de vuelo vertical a horizontal, y el 10 de octubre siguiente, el segundo XV-1 se convirtió en la primera nave de rotores en superar los 320 km/h, cerca de 72 km/h más rápido que el récord de velocidad para helicópteros de la época. El XV-1 alcanzó un mu (relación de velocidad respecto a la velocidad de punta de rotor) de 0,95.
Después de tres años y cerca de 600 horas entre las dos aeronaves, el contrato del XV-1 fue cancelado en 1957. Finalmente, se determinó que la configuración de convertiplano del XV-1 era demasiado compleja para las pocas ventajas ganadas sobre los helicópteros convencionales. El motor de pistones no podía producir suficiente potencia para optimizar las ventajas de diseño. Los avances tecnológicos en los diseños de rotor y motores de los helicópteros convencionales en los siguientes años negarían finalmente el margen de prestaciones del XV-1. El nivel de ruido era de 116 dB en la cabina, e incluso mayor para el personal de tierra, que describía el ruido del reactor de punta como "extremadamente irritante", y el nivel de ruido era todavía de 90 dB a 800 m de distancia. McDonnell intentaría aprovecharse de la tecnología de rotor de reactores de punta con un pequeño diseño de helicóptero grúa, designado Model 120 y que voló por primera vez el 13 de noviembre de 1957.

## Variantes
XL-25
Designación inicial dada al proyecto.
XH-35
Segunda designación, como Helicóptero.
XV-1
Designación final, prototipo de girodino, dos construidos.

## Operadores
Estados Unidos
- Fuerza Aérea de los Estados Unidos

## Supervivientes
El Ejército retuvo el 53-4016, que fue transferido al United States Army Aviation Museum en Fort Rucker, Alabama. 53-4017, el segundo prototipo que estableció un récord, fue donado al Museo Nacional del Aire y el Espacio de Estados Unidos de la Institución Smithsoniana, Washington D. C., en 1964.

## Especificaciones (XV-1)
Referencia datos: Harding

### Características generales
- Tripulación: Uno (piloto)
- Capacidad: Dos pasajeros o dos literas
- Longitud: 15,4 m (50,4 ft)
- Diámetro rotor principal: 9,4 m (30,8 ft)
- Peso vacío: 1940 kg (4275,8 lb)
- Peso cargado: 2497 kg (5503,4 lb)
- Planta motriz: 1× motor radial de nueve cilindros refrigerado por aire Continental R-975-19.
  - Potencia: 391 kW (539 HP; 532 CV)
- Envergadura: 7,92 m

### Rendimiento
- Velocidad máxima operativa (Vno): 327 km/h (203 MPH; 177 kt)
- Velocidad crucero (Vc): 222 km/h (138 MPH; 120 kt)
- Alcance: 954 km (515 nmi; 593 mi)
- Techo de vuelo: 6000 m (19 685 ft)
- Régimen de ascenso: 6,6 m/s (1299 ft/min)

## Aeronaves relacionadas

### Aeronaves similares
- Bell XV-3
- CarterCopter
- Fairey Jet Gyrodyne

### Secuencias de designación
- Secuencia L-_ (Aviones de Enlace de las USAAF/USAF, 1942-1962): ← L-22 - L-23 - L-24 - L-25 - L-26 - L-27 - L-28
- Secuencia H-_ (Helicópteros estadounidenses, 1948-1962): ← H-32 - H-33 - H-34 - H-35 - H-37 - H-39 - H-40 →
- Secuencia V-_ (Convertiplanos de la USAF, 1952-1956): XV-1 - XV-2 - XV-3